# 杜薩尼夫
49°31′58″N 24°36′40″E / 49.53278°N 24.61111°E

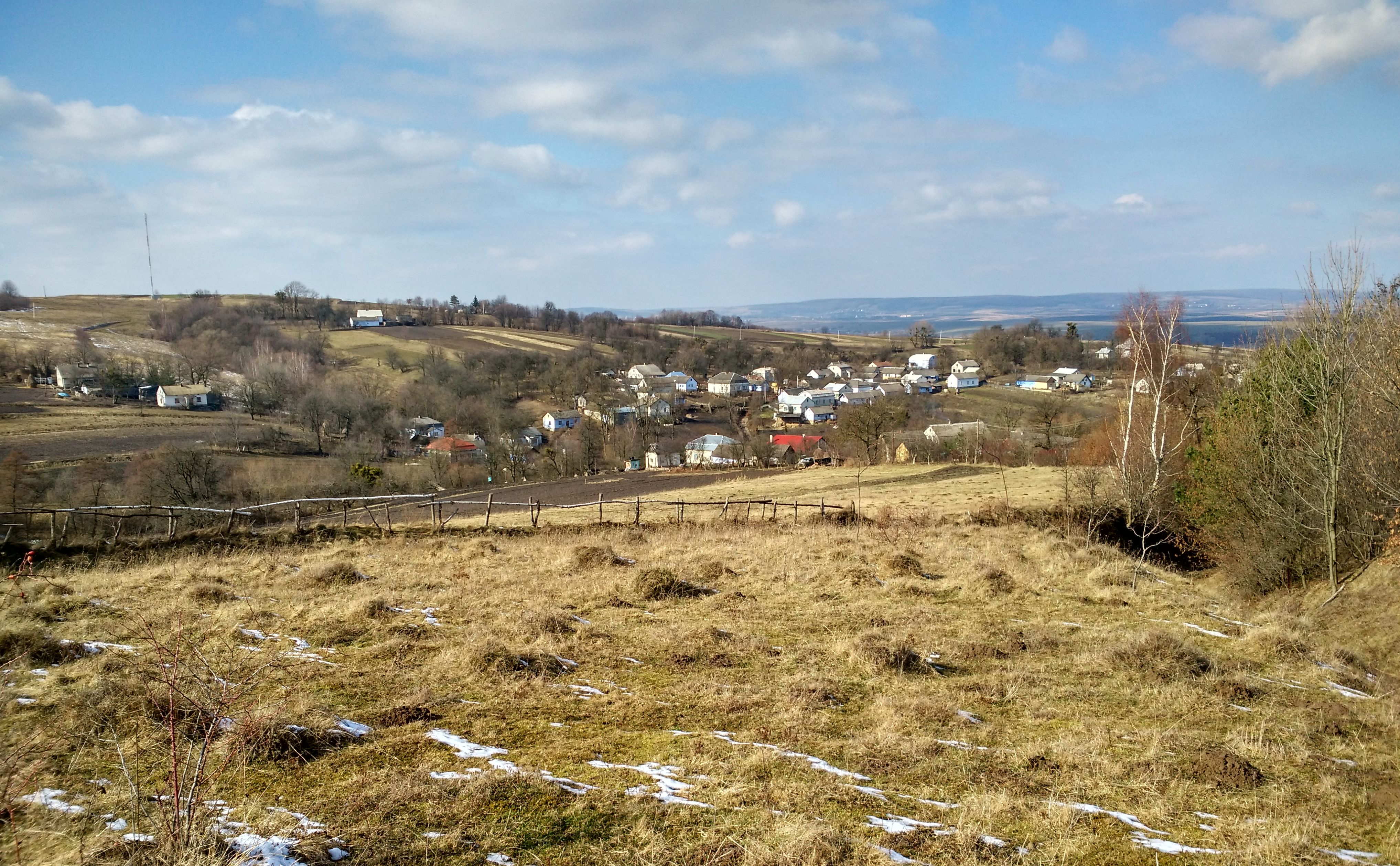

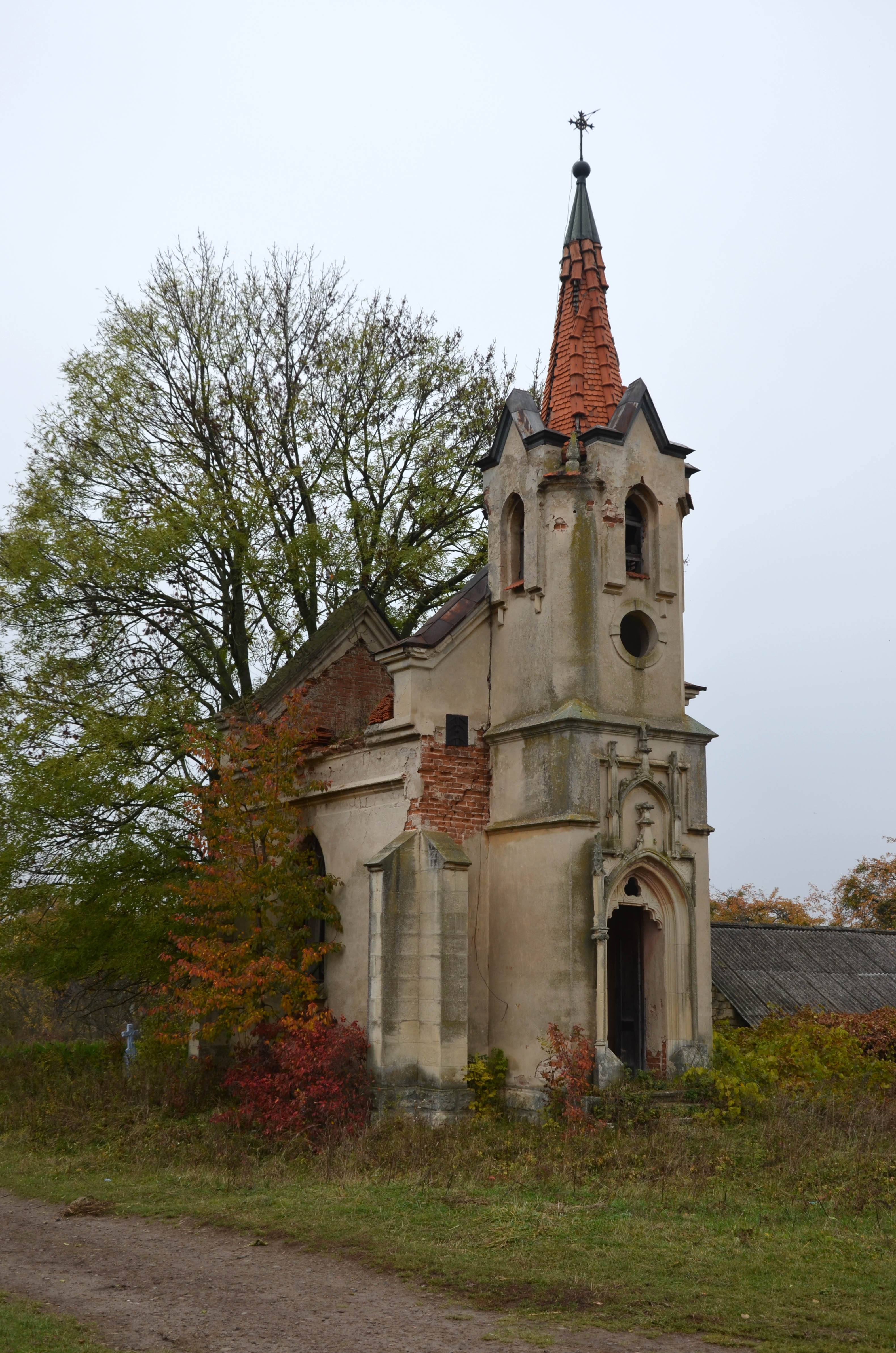

杜薩尼夫（烏克蘭語：Дусанів），是烏克蘭西部的村莊，隸屬利維夫州的利維夫區。該村始建於1370年，面積3.07平方公里，2001年人口690，人口密度每平方公里224.76人。